# ルジャンドルのカイ関数
数学において、ルジャンドルのカイ関数(Legendre chi function)とは、テイラー展開が以下により与えられた、ディリクレ級数でもある特殊関数である。
{\displaystyle \chi _{\nu }(z)=\sum _{k=0}^{\infty }{\frac {z^{2k+1}}{(2k+1)^{\nu }}}.}
上の式は多重対数関数のディリクレ級数と似ている。事実、以下のような多重対数関数を用いた表現が可能である。
{\displaystyle \chi _{\nu }(z)={\frac {1}{2}}\left[\operatorname {Li} _{\nu }(z)-\operatorname {Li} _{\nu }(-z)\right].}
フルヴィッツのゼータ関数{\displaystyle \zeta (s,q)}の変数sでの離散フーリエ変換は、ルジャンドルのカイ関数である。
ルジャンドルカイ関数は、レルヒのゼータ関数の特殊なケースである。そのため、次の式でも与えられる。
{\displaystyle \chi _{\nu }(z)=2^{-\nu }z\,\Phi (z^{2},\nu ,1/2).\,}

## 恒等式
{\displaystyle \chi _{2}(x)+\chi _{2}(1/x)={\frac {\pi ^{2}}{4}}-{\frac {i\pi }{2}}|\ln x|\qquad (x>0).}
{\displaystyle {\frac {d}{dx}}\chi _{2}(x)={\frac {{\rm {arctanh\,}}x}{x}}.}

## 関係する積分
{\displaystyle \int _{0}^{\pi /2}\arcsin(r\sin \theta )d\theta =\chi _{2}\left(r\right)}
{\displaystyle \int _{0}^{\pi /2}\arctan(r\sin \theta )d\theta =-{\frac {1}{2}}\int _{0}^{\pi }{\frac {r\theta \cos \theta }{1+r^{2}\sin ^{2}\theta }}d\theta =2\chi _{2}\left({\frac {{\sqrt {1+r^{2}}}-1}{r}}\right)}
{\displaystyle \int _{0}^{\pi /2}\arctan(p\sin \theta )\arctan(q\sin \theta )d\theta =\pi \chi _{2}\left({\frac {{\sqrt {1+p^{2}}}-1}{p}}\cdot {\frac {{\sqrt {1+q^{2}}}-1}{q}}\right)}
{\displaystyle \int _{0}^{\alpha }\int _{0}^{\beta }{\frac {dxdy}{1-x^{2}y^{2}}}=\chi _{2}(\alpha \beta )\qquad {\rm {if}}~~|\alpha \beta |\leq 1}